# Coryphantha grata
Coryphantha grata ist eine Pflanzenart in der Gattung Coryphantha aus der Familie der Kakteengewächse (Cactaceae). Das Artepitheton grata stammt aus dem Lateinischen, bedeutet ‚ansprechend‘ oder ‚gefällig‘ und verweist auf das Erscheinungsbild der Pflanzen.

## Beschreibung
Coryphantha grata wächst einzeln mit kugelförmigen, im Scheitel abgeflachten, trüb dunkelgrünen Trieben, die bei Durchmessern von 10 Zentimetern Wuchshöhen von bis zu 9 Zentimeter erreichen. Ihre Wurzeln sind karottenartig. Die etwas schlaffen, runden und bis zu 20 Millimeter langen Warzen besitzen eine auffällige Furche. Die anfangs bewollten Axillen verkahlen später. Sie tragen Nektardrüsen. Der einzelne Mitteldorn ist kräftig, nadelig, steif und abwärts gerichtet. Er ist gelb und dunkel gespitzt. Der Mitteldorn vergraut im Alter und ist 1,5 bis 2 Zentimeter lang. Die elf bis zwölf ebenfalls nadeligen, steifen und geraden Randdornen sind schmutzig weiß und besitzen eine dunklere Spitze. Sie sind 0,8 bis 1,1 Zentimeter lang.
Die trichterförmigen, glänzend leuchtend gelben Blüten erreichen Durchmesser von bis zu 5,5 Zentimeter. Die länglich eiförmigen Früchte sind grün und an ihrer Basis weißlich. Sie weisen eine Länge von bis zu 2,5 Zentimeter und einen Durchmesser von 1,2 bis 1,4 Zentimeter auf.

## Verbreitung und Systematik
Coryphantha grata ist im mexikanischen Bundesstaat Tamaulipas verbreitet. 
Die Erstbeschreibung durch Lewis Bremer wurde 1981 veröffentlicht. Reto F. Dicht und Adrian D. Lüthy behandelten Coryphantha grata 2001 als taxonomisches Synonym von Coryphantha georgii.

## Nachweise